# Remigijus Kančys
Remigijus Kančys (ur. 17 lipca 1987) – litewski lekkoatleta specjalizujący się w biegach długodystansowych, uczestnik igrzysk olimpijskich w 2016 roku. 

## Kariera
W 2012 zwyciężył w półmaratonie, zaś w 2014 w pełnym maratonie na Maratonie Wileńskim. Po udziale w Maratonie Berlińskim zdobył kwalifikację do igrzysk olimpijskich w Rio de Janeiro. W biegu maratońskim zajął 75. miejsce, uzyskując czas 2:21:10. Na mistrzostwach Świata w 2017 w Londynie w maratonie zajął 24. miejsce. 